# Quercus lamellosa
Quercus lamellosa là một loài thực vật có hoa trong họ Cử. Loài này được James Edward Smith miêu tả khoa học đầu tiên năm 1819.

## Hình ảnh

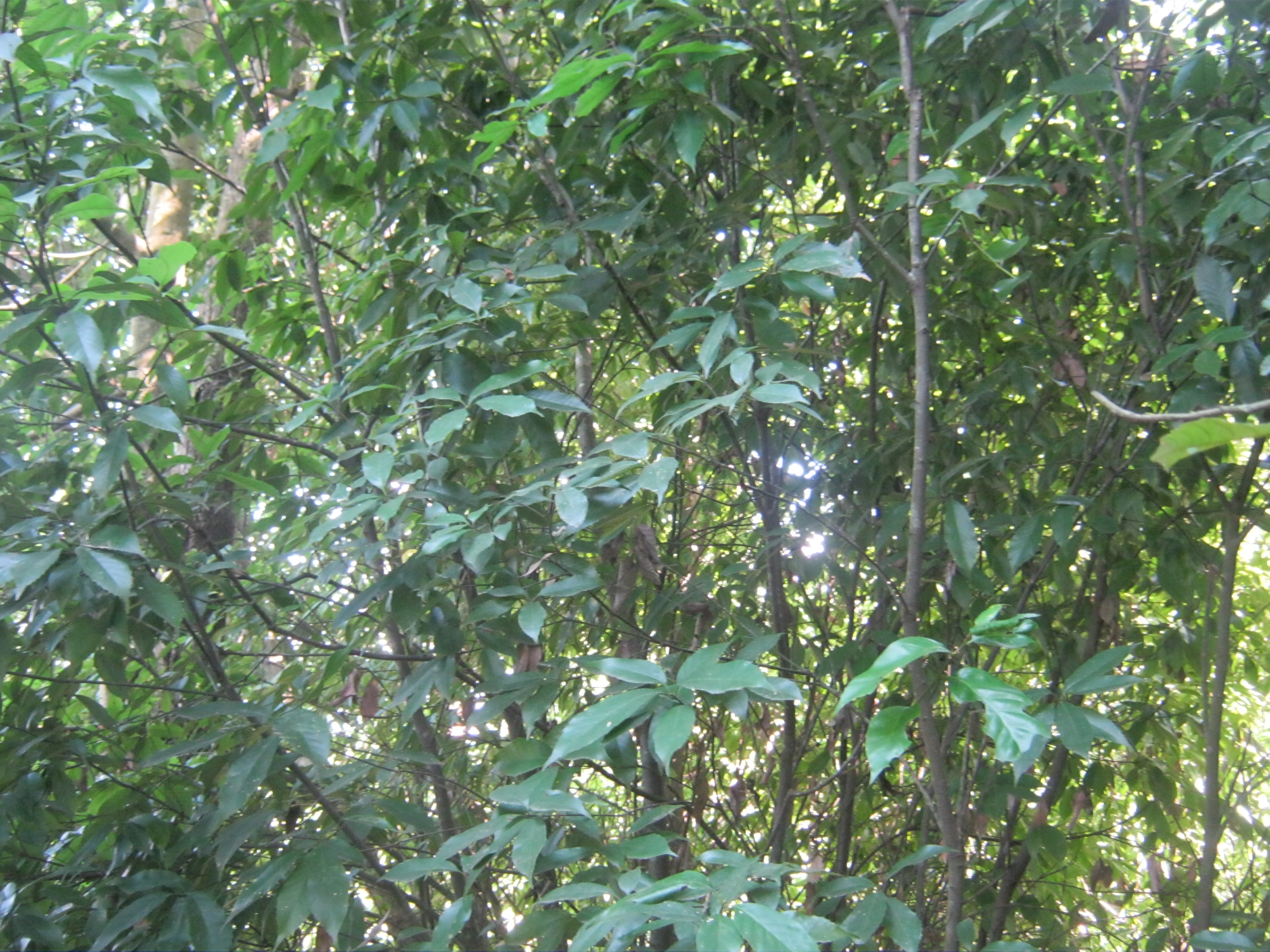